# Estreito de Kellett

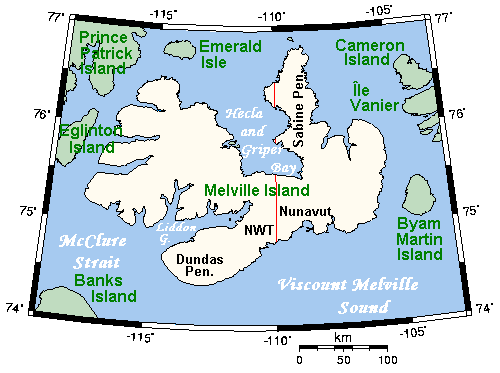
Mapa da Ilha Melville. O Estreito de Kellett fica a oeste da ilha.

O estreito de Kellett é um estreito natural na zona central do Arquipélago Ártico Canadiano, nos Territórios do Noroeste, Canadá. Separa a Ilha Eglinton (a oeste) e a ilha Melville (a leste). Abre a sul para o estreito de McClure e a norte para o estreito de Fitzwilliam.